# Gigantactis perlatus
Gigantactis perlatus is een straalvinnige vissensoort uit de familie van wipneuzen (Gigantactinidae). De wetenschappelijke naam van de soort is voor het eerst geldig gepubliceerd in 1947 door Beebe & Crane.